# Koszalin
Koszalin (Duits: Köslin) is een stad in West-Pommeren (Polen). De stad heeft 107.948 inwoners (31-12-2010) en ligt aan het riviertje de Dzierżecinka, dat de verbinding vormt met de 10 km noordelijker gelegen Oostzee, en ten westen van de heuvelrug Góra Chełmska. De stad heeft een technische universiteit en is de zetel van een rooms-katholieke bisschop. Koszalin werd in 1266 als stad gesticht en trad toe tot de Hanze. De handelsstad, die bevolkt werd door Duitse kolonisten, had destijds nog een goed bevaarbare verbinding met de Oostzee. Na een Zweeds intermezzo kwam Cöslin in 1648 aan Brandenburg, de voorloper van Pruisen en in 1870 aan het Duitse Keizerrijk. In 1945 werd de stad Pools.

## Geschiedenis
In 1214 werd het dorp Cossalitz als kloosterschenking voor het eerst in een oorkonde genoemd. In 1248 kwam deze plek in bezit van het Pommerse bisdom Kammin. De bisschop van Kammin, stichtte hier in 1266 de stad Cöslin, die werd begiftigd met Lübecks stadsrecht. In het kader van de Oostkolonisatie werd ook de omgeving met Duitsers bevolkt. Hoewel de stad toetrad tot het Hanzeverbond, bleef ze in de schaduw staan van het naburige Kolberg.
In de 15de eeuw werd dit deel van Pommeren ingelijfd door de mark Brandenburg. In 1534 voerde de stadsraad het lutherse protestantisme in, dat inmiddels ook de godsdienst van Pommeren en van Brandenburg was geworden. De Dertigjarige Oorlog, die het gevolg was van de strijd tussen de protestantse en de katholieke vorsten in het Duitse Rijk, verwoestte en ontvolkte Pommeren. In 1630 werd een groot deel van het kustgebied en de monding van de Oder ingelijfd door Zweden, de kampioen van het lutherse protestantisme, om bij de Westfaalse Vrede in 1648 weer aan de vorsten van Brandenburg toegewezen te worden. In 1701 werd dit vorstendom het koninkrijk Pruisen maar de ontwikkeling van het Pommerse platteland stagneerde sindsdien twee eeuwen lang, totdat moderne ontwikkelingen mogelijk werden gemaakt door de aansluiting van 'landstadjes' waaronder Cöslin op de nieuwe spoorbaan tussen de havensteden Stettin en Danzig in 1878. In 1870 telde de stad 15.000 inwoners en dat was een snelle vooruitgang sinds het begin van de eeuw toen er nog maar 3.500 mensen woonden. Instellingen voor hoger onderwijs, waaronder een officierenopleiding, en een gerechtshof kwamen nu tot stand.
Na de Eerste Wereldoorlog kreeg de stadsnaam een nieuwe schrijfwijze: Köslin. De stad werd hoofdstad van een ‘Regierungsbezirk’. In 1939 telde de stad 31.937 inwoners.
De bevolking sloeg deels op de vlucht toen Sovjet-troepen in februari 1945 voor de stad stonden. In maart werd bijna de helft van de binnenstad door hen platgebrand. Achtergebleven bewoners werden geïnterneerd en vervolgens naar het overgebleven deel van Duitsland gedeporteerd. Köslin en Achter-Pommeren werden in de voorzomer van 1945 door Polen geannexeerd en de stad ging Koszalin heten. Door de uitbouw van de stad tot regionaal bestuurscentrum en de vestiging van industrieën groeide de nieuwe Poolse bevolking sterk, van 19.000 in 1950 tot 112.000 in 2000, waarna het aantal weer terugliep.

## Bezienswaardigheden
De in het begin van de 14de eeuw gebouwde lutherse ‘Stadtpfarrkirche’ werd na 1945 de kathedraal van het rooms-katholieke bisdom Koszalin. Twee kapellen uit dezelfde bouwtijd zijn ook bewaard gebleven. Een deel van de omwallingen is eveneens gerestaureerd. De binnenstad is verder na 1945 op enkele middeleeuwse burgerhuizen na grotendeels nieuw opgetrokken. Sommige in neogotische ‘Pruisische staatsstijl’ opgetrokken openbare gebouwen, zoals het postkantoor, het ziekenhuis, het staatsarchief, de brouwerij en een kerk, werden ook bewaard en bepalen het stadsgezicht.
In Koszalin bevindt zich het Museum Vladimir Vysotski, een van de twee museums dat aan het leven en werk van de Russische zanger, acteur en dichter Vladimir Vysotski is gewijd. Het andere staat in Moskou.

## Verkeer
Koszalin ligt aan de E28 van Szczecin naar Gdańsk en heeft een station aan de spoorlijn tussen beide steden.

## Zustersteden
- Berlin Tempelhof-Schöneberg (Duitsland)
- Bourges (Frankrijk)
- Gladsaxe (Denemarken)
- Kristianstads kommun (Zweden)
- Lida (Wit-Rusland)
- Neubrandenburg (Duitsland)
- Neumünster (Duitsland)
- Schwedt (Duitsland)
- Seinäjoki (Finland)
- Ivano-Frankivsk (Oekraïne)
- Albano Laziale (Italië)
- Fuzhou (China)

## Geboren
- Peter Becker (1491–1563) (Peter Artopoeus), luthers reformator
- Ludwig August von Stutterheim (1751–1826), Pruisisch generaal
- Karl Sigismund Wilhelm Gabriel von Liebenroth (1772–1857), Pruisisch generaal
- Heinrich Samuel Gottlieb von Schaper (1782–1846), Pruisisch generaal
- Wilhelm von der Horst (1786–1874), Pruisisch generaal
- Friedrich Dagobert Deetz (1812–1871), burgemeester van Frankfurt (Oder) en lid van de Pruisische Senaat
- Rudolf Clausius (1822-1888), natuurkundige, grondlegger thermodynamica aan de universiteiten van Zürich en Bonn
- Hermann Haken (1828–1916), burgemeester en hervormer van de openbare werken van de stad Stettin (Szczecin)
- Bogislav von Selchow (1877–1943), nationaalsocialistisch publicist en officier
- Fritz von Brodowski (1886–1944), Wehrmacht-generaal
- Peter von Heydebreck (1889–1934), leidinggevend functionaris in NSDAP en SA
- Karl Minning (1889–1972), parlementariër voor de SPD in Berlijn
- Georg Wendt (1889–1948), SPD-politicus, in 1945 lid voor de SED in het DDR-parlement
- Heinz Pollay (1908–1979), ruiter, olympisch kampioen dressuur (Berlijn, 1936)
- Botho Lucas (1923–2012), koorleider, accordeonist en componist
- Leslie Baruch Brent (1925-2019), na zijn vlucht voor het nazi-regime, immunoloog en zoöloog in Birmingham
- Ingo Wolff (1938), hoogleraar elektrotechniek aan de Universiteit Duisburg-Essen
- Peter Hühn (1939), hoogleraar anglistiek aan de Universiteit Hamburg
- Angelika Zahrnt (1944), econome en systeemanalist, voormalig voorzitster van de Bundes für Umwelt und Naturschutz Deutschland (BUND) (1998–2007)
- Mirosław Okoński (1958), voetballer
- Andrzej Sypytkowski (1963), wielrenner
- Mirosław Trzeciak (1968), voetballer
- Sebastian Mila (1982), voetballer
- Sławomir Kuczko (1985), zwemmer
- Jarosław Marycz (1987), wielrenner
- Kacper Kozłowski (2003), voetballer

## Trivia
Dietrich Bonhoeffer, luthers predikant en theoloog werd vanwege zijn verzet tegen het nazi-regime naar Köslin verbannen, voordat hij in 1944 wegens deelname aan het 'complot tegen Hitler' werd gevangen genomen en geëxecuteerd.